# غوردون لامبرت
غوردون لامبرت (بالإنجليزية: Gordon Lambert)‏ هو سياسي أيرلندي، ولد في 9 أبريل 1919، وتوفي في 27 يناير 2005. انتخب عضو مجلس الشيوخ من أيرلندا عن دائرة الأعضاء المعينون في مجلس الشيوخ الأيرلندي ‏ وقد انضم خلال فترته النيابية ‏ (27 أكتوبر 1977 – 16 يوليو 1981)  للكتلة البرلمانية مستقل.